# JC-Virus
Das JC-Virus (JC-Polyomavirus, John Cunningham virus; Kürzel: JCPyV, JCV) gehört als Typusstamm der Virusspezies Betapolyomavirus secuhominis (Humanes Polyomavirus 2, HPyV-2) zusammen mit dem SV-40-Virus (SV40-Virus, Spezies Betapolyomavirus macacae) und dem BK-Virus (Spezies Betapolyomavirus hominis, Humanes Polyomavirus 1, HPyV-1) zur Familie der Polyomaviridae und darin zur Gattung  Betapolyomavirus. Es gilt als opportunistischer Erreger einer Gehirnerkrankung mit Entmarkungsherden, der sogenannten Progressiven Multifokalen Leukenzephalopathie (PML).

## Namensgebung
Die Bezeichnung „JC-Virus“ setzt sich aus den Initialen von John Cunningham, dem Patienten, bei dem das Virus 1971 erstmals isoliert wurde, zusammen.

## Übertragungsweg
Lange Zeit wurde davon ausgegangen, dass die Übertragung des Virus über den Respirationstrakt erfolgt, da virale DNA in Lymphozyten der Tonsillen nachgewiesen werden konnte. Inzwischen gibt es auch Hinweise auf einen fäkal-oralen Übertragungsweg mit Virusnachweis im Stuhl.

## Infektion
Die Infektion erfolgt in der Regel im Kindesalter; etwa 85 % der Erwachsenen weltweit zeigen Antikörper gegen das JC-Virus, die auf eine durchgemachte Erkrankung hinweisen. In der Regel fehlen klinische Symptome, das Virusgenom verbleibt jedoch latent in Epithelzellen der Niere, fraglich auch im Knochenmark. Bei Schwäche des Immunsystems kann das Virus reaktiviert und hämatogen gestreut werden und in Oligodendrozyten des ZNS einwandern, wo sich dann eine PML entwickeln kann.
Der Nachweis der verschiedenen Subtypen des Virus wurde als genetischer Marker für Migration und Evolution der menschlichen Population verwendet, jedoch eignet er sich dazu nicht.

## Aufbau
Das ikosaedrische Kapsid hat einen Durchmesser von etwa 45 nm und ist aus 72 Kapsomeren, sog. VP-1-Pentameren, aufgebaut. Die anderen Hüllproteine VP-2 und VP-3 sind nur in geringer Anzahl enthalten.
Das zirkuläre doppelsträngige Genom des JC-Virus besteht aus 5130 Basenpaaren (bp) und wird in drei Abschnitte unterteilt. Zum einen, eine nichtcodierende Region mit Replikationsursprung, eine Region für das große und kleine T-Antigen, sowie eine Region für die Hüllproteine VP-1, VP-2 und VP-3 sowie das dazugehörige Agnoprotein. Durch unterschiedliche Arrangements der nichtcodierenden Region entstehen unterschiedliche JC-Virusvarianten. Am häufigsten findet man in gesunden Individuen den CY-Stamm mit einer 98 bp langen Sequenz bestehend aus zwei 23 und 66 bp Einsatzstücken, während in PML-Patienten der Mad-1 Stamm aus zwei 98 bp Tandem-Repeats und TATA-Boxen besteht. Insbesondere der Mad-4-Stamm besitzt onkogenes Potential, da die zweite TATA-Box hier fehlt.
Im Tiermodell werden durch Infektion mit dem JC-Virus, Stamm Mad-4, zahlreiche Gehirntumoren, insbesondere Astrozytome, Medulloblastome und PNET beobachtet. Auch wird gelegentlich in Operationsproben menschlicher ZNS-Tumore JC-Virus-DNA nachgewiesen. Insbesondere das 80-kDa-Protein des großen T-Antigens kann bestimmte Schlüsselproteine für die Entstehung von Tumoren (p53 und pRb) binden und inaktivieren.